# همارتینگ
همارتینگ (به فرانسوی: Hommarting) یک کمون در فرانسه است که در Canton of Sarrebourg واقع شده‌است.

## خصوصیات
همارتینگ ۱۰٫۱۹ کیلومترمربع مساحت و ۶۶۳ نفر جمعیت دارد و ۲۴۰ متر بالاتر از سطح دریا واقع شده‌است.